# 이세나 (앵커)
이세나(1985년 1월 16일~)는 대한민국의 전직(前) YTN 기상캐스터 출신으로, 현재(現)는 YTN 앵커 겸 아나운서이기도 하다.

## 경력
- 전직(前) YTN 기상캐스터(2006~2008)
- 전직(前) 대전MBC 아나운서(2008~2009)
- 현재(現) YTN 아나운서 겸 앵커(2009~현재)

## 학력
- 경희대학교 국어국문학과(부전공: 신문방송학과) 학사(2007년)
- 경희대학교 대학원 신문방송학과 언론학 석사(2013년)
- 경희대학교 언론정보대학원 스피치토론학과 언론학 석사(2016년)

## TV 방송

### YTN
- 오늘의 건강 2015 ~ 2017
- 캐스터들의 수다 2014 ~ 2016
- YTN 사이언스24 2010 ~ 2013
- YTN 24
- YTN 자정뉴스 (2016년 4월 4일 ~ 2018년 11월 30일)
- 글로벌 리포트
- 뉴스 Q
- 뉴스N이슈
- 뉴스LIVE
- YTN 뉴스퀘어 10AM
- YTN 뉴스퀘어 2PM(평일) (2024년 4월 2일 ~ 2025년 2월 7일, 2025년 3월 17일 ~ 현재)
- YTN 24(주말)
- YTN 뉴스와이드(주말)
- YTN 뉴스NOW(평일) (2025년 2월 10일 ~ 2025년 3월 14일)[1]

1. ↑  김선영의 개인사정으로 인하여 해당기간동안 대타 진행을 하였다.